# Woodworthia chrysosiretica
Hoplodactylus chrysosireticus är en ödleart som beskrevs av  Joan Robb 1980. Hoplodactylus chrysosireticus ingår i släktet Hoplodactylus och familjen geckoödlor. IUCN kategoriserar arten globalt som livskraftig. Inga underarter finns listade i Catalogue of Life.